# 柳丝芋螺
柳丝芋螺（学名：Conus miles）是新腹足目芋螺科芋螺属的一种，主要以各種紐形動物為食。

## 分佈
主要分布于马来西亚、印度尼西亚、中国大陆、台湾，常栖息在潮间带岩礁、低潮线下。